# Helictotrichon capense
Helictotrichon capense är en gräsart som beskrevs av Herold Georg Wilhelm Johannes Schweickerdt. Helictotrichon capense ingår i släktet Helictotrichon och familjen gräs. Inga underarter finns listade i Catalogue of Life.